# کونداساله
کونداساله (به لاتین: Kundasale) یک منطقهٔ مسکونی در سری‌لانکا است که در استان مرکزی (سری‌لانکا) واقع شده‌است. کونداساله ۱۵۰٬۰۰۰ نفر جمعیت دارد.